# Maurice Baring
Maurice Baring (Londra, 27 aprile 1874 – 14 dicembre 1945) è stato un letterato, scrittore, drammaturgo, poeta, novellista e giornalista inglese.

## Biografia
È stato l'ottavo figlio, e il quinto maschio di Edward Charles Baring, nobile appartenente ad una famiglia di banchieri e di Louisa Emily Charlotte Bulteel.
Ricevette l'educazione presso l'Eton College e il Trinity College di Cambridge. Dopo una falsa partenza nella carriera di diplomatico, Baring viaggiò senza soste, soprattutto in Russia. Fu inviato di guerra per conto del giornale londinese Morning Post e testimone delle ostilità fra la Russia e il Giappone.
Partecipò alla prima guerra mondiale divenendo un ufficiale dell'esercito inglese Royal Air Force e fu insignito dell'OBE.
Dopo la guerra svolse riprese un'intensa attività letteraria in vari campi, segnalandosi come drammaturgo e novellista.
Il 1º febbraio 1909 si convertì alla fede cattolica durante una cerimonia nel London Oratory.
Gli ultimi quindici anni di vita li trascorse in uno stato di salute precario a causa della malattia di Parkinson.

## Opere
Il settore letterario che gli valse una fama meno consolidata fu quello poetico, con l'eccezione di In Memoriam A:H. del 1917, indicato dai critici come una delle più commoventi opere scritte negli anni del primo grande conflitto.
Tra le altre opere si ricordano: Dead letters (1910), Diminutive dramas (1911), Lost diares (1913), che rappresentano i lavori più riusciti del genere burlesco.
Una certa leggerezza si riscontrò anche nei romanzi quali Daphne Adeane (1926) e Tinker's Leave (1927).
La sua fama accrebbe soprattutto grazie allo scritto autobiografico The Puppet-Show of Memory (1922) e a Have you anything to declare? (1936). 

### Opere principali
- The Black Prince and Other Poems, (1903)
- With the Russians in Manchuria, (1905)
- Forget-me-Not and Lily of the Valley, (1905)
- Sonnets and Short Poems, (1906)
- Thoughts on Art and Life, (1906)
- Russian Essays and Stories, (1908)
- Orpheus in Mayfair and Other Stories, (1909)
- Dead Letters, (1910)
- The Glass Mender and Other Stories, (1910)
- The Russian People, (1911)
- Letters from the Near East, (1913)
- Lost Diaries, (1913)
- The Mainsprings of Russia, (1914)
- Round the World in any Number of Days, (1919)
- Flying Corps Headquarters 1914-1918, (1920)
- Passing By, romanzo (1921)
- The Puppet Show of Memory, autobiografia (1922)
- Overlooked, (1922)
- Poems 1914-1919, (1923)
- C, romanzo (1924)
- Punch and Judy and Other Essays, (1924)
- Half a Minute's Silence and Other Stories, (1925)
- Cat's Cradle, romanzo (1925)
- Daphne Adeane, romanzo (1926)
- Tinker's Leave, romanzo (1927)
- Comfortless Memory, romanzo (1928)
- The Coat Without Seam, romanzo (1929)
- Robert Peckham, romanzo storico (1930)
- In My End is My Beginning, romanzo biografico su Mary Stuart (1931)
- Friday's Business, romanzo  (1932)
- Lost Lectures, (1932)
- The Lonely Lady of Dulwich, romanzo (1934)
- Darby and Joan, romanzo (1935)
- Have You Anything to Declare?, (1936)
- Collected Poems, poesie (1937)
- Maurice Baring: A Postscript by Laura Lovat with Some Letters and Verse, (1947)
- Maurice Baring Restored: Selections from His Work, (1970)
- Dear Animated Bust: Letters to Lady Juliet Duff, France 1915-1918, (1981)

## Ascendenza
|                                    |              |                             | Genitori                            |  |  | Nonni |  |  | Bisnonni                           |  |  | Trisnonni     |  |
|                                    |              |                             |                                     |  |  |       |  |  | Francis Baring, I baronetto Baring |  |  | Johann Baring |  |
|                                    |              |                             |                                     |  |  |       |  |  | Francis Baring, I baronetto Baring |  |  | Johann Baring |  |
|                                    |              | Elizabeth Vowler            |                                     |  |  |       |  |  | Francis Baring, I baronetto Baring |  |  |               |  |
| Henry Baring                       |              |                             |                                     |  |  |       |  |  | Francis Baring, I baronetto Baring |  |  |               |  |
|                                    |              | Harriet Herring             | William Herring                     |  |  |       |  |  |                                    |  |  |               |  |
|                                    |              | Harriet Herring             | William Herring                     |  |  |       |  |  |                                    |  |  |               |  |
|                                    |              | Harriet Herring             | Montague Dorothy Dawson             |  |  |       |  |  |                                    |  |  |               |  |
| Edward Baring, I barone Revelstoke |              | Harriet Herring             |                                     |  |  |       |  |  |                                    |  |  |               |  |
|                                    |              | William Lukin Windham       | George Lukin                        |  |  |       |  |  |                                    |  |  |               |  |
|                                    |              | William Lukin Windham       | George Lukin                        |  |  |       |  |  |                                    |  |  |               |  |
|                                    |              | William Lukin Windham       | Susan Katherine Doughty             |  |  |       |  |  |                                    |  |  |               |  |
| Cecilia Anne Windham               |              | William Lukin Windham       |                                     |  |  |       |  |  |                                    |  |  |               |  |
|                                    |              | Anne Thellusson             | Peter Thellusson                    |  |  |       |  |  |                                    |  |  |               |  |
|                                    |              | Anne Thellusson             | Peter Thellusson                    |  |  |       |  |  |                                    |  |  |               |  |
|                                    |              | Anne Thellusson             | Anne Woodford                       |  |  |       |  |  |                                    |  |  |               |  |
| Maurice Baring                     |              | Anne Thellusson             |                                     |  |  |       |  |  |                                    |  |  |               |  |
|                                    | John Bulteel | John Bulteel                |                                     |  |  |       |  |  |                                    |  |  |               |  |
|                                    | John Bulteel | John Bulteel                |                                     |  |  |       |  |  |                                    |  |  |               |  |
|                                    | John Bulteel | Diana Bellenden             |                                     |  |  |       |  |  |                                    |  |  |               |  |
| John Crocker Bulteel               | John Bulteel |                             |                                     |  |  |       |  |  |                                    |  |  |               |  |
|                                    |              | Elizabeth Perring           | Thomas Perring                      |  |  |       |  |  |                                    |  |  |               |  |
|                                    |              | Elizabeth Perring           | Thomas Perring                      |  |  |       |  |  |                                    |  |  |               |  |
|                                    |              | Elizabeth Perring           | Elizabeth Pawling                   |  |  |       |  |  |                                    |  |  |               |  |
| Louisa Bulteel                     |              | Elizabeth Perring           |                                     |  |  |       |  |  |                                    |  |  |               |  |
|                                    |              | Charles Grey, II conte Grey | Charles Grey, I conte Grey          |  |  |       |  |  |                                    |  |  |               |  |
|                                    |              | Charles Grey, II conte Grey | Charles Grey, I conte Grey          |  |  |       |  |  |                                    |  |  |               |  |
|                                    |              | Charles Grey, II conte Grey | Elizabeth Grey                      |  |  |       |  |  |                                    |  |  |               |  |
| Elizabeth Grey                     |              | Charles Grey, II conte Grey |                                     |  |  |       |  |  |                                    |  |  |               |  |
|                                    |              | Mary Elizabeth Ponsonby     | William Ponsonby, I barone Ponsonby |  |  |       |  |  |                                    |  |  |               |  |
|                                    |              | Mary Elizabeth Ponsonby     | William Ponsonby, I barone Ponsonby |  |  |       |  |  |                                    |  |  |               |  |
|                                    |              | Mary Elizabeth Ponsonby     | Louisa Molesworth                   |  |  |       |  |  |                                    |  |  |               |  |
|                                    |              | Mary Elizabeth Ponsonby     |                                     |  |  |       |  |  |                                    |  |  |               |  |